# Александър Раевски
Алекса̀ндър Никола̀евич Раѐвски (на руски: Александр Николаевич Раевский) е руски офицер (полковник).
Роден е на 27 ноември (16 ноември стар стил) 1795 година в Георгиевск, Кавказко наместничество, в семейството на Николай Раевски, който по-късно е сред изтъкнатите военачалници на император Александър I. Постъпва в армията през 1810 година и служи в Наполеоновите войни, уволнявайки се през 1824 година. След Въстанието на декабристите през 1825 година е арестуван, но е оправдан. За кратко е на служба при губернатора на Новорусия Михаил Воронцов, но влиза в личен конфликт с него и до 1834 година е интерниран в семейните си имения.
Александър Раевски умира на 4 ноември (23 октомври стар стил) 1868 година в Ница.